# Зав'яловська сільська рада (Бугурусланський район)
Зав'я́ловська сільська рада (рос. Завьяловский сельский совет) — сільське поселення у складі Бугурусланського району Оренбурзької області Росії.
Адміністративний центр — село Зав'яловка.

## Історія
2010 року була ліквідована Пониклинська сільська рада (село Поникла), територія увійшла до складу Зав'яловської сільради.

## Населення
Населення — 2062 особи (2019; 2217 в 2010, 2422 у 2002).

## Склад
До складу сільської ради входять:
| Населений пункт    | Населення, осіб (2002) | Населення, осіб (2010) |
| ------------------ | ---------------------- | ---------------------- |
| Зав'яловка, село   | 910                    | 785                    |
| Козловка, присілок | 287                    | 272                    |
| Красноярка, село   | 527                    | 516                    |
| Наумовка, село     | 1                      | 0                      |
| Поникла, село      | 697                    | 644                    |